# FK Transinvest
El FK Transinvest es un club de fútbol con sede en Galinė, Lituania. Compite en la I lyga (Pirma lyga), la segunda categoría nacional.

## Historia
El equipo fue fundado en 2021 por la compañía logística Transekspedicija, mediante la compra de una plaza en Segunda División de otro club, el VGTU Vilkai de Širvintos. Debutó en competición oficial en la temporada 2022 y logró ascender a Primera División como campeón.
En la temporada 2023, el Transinvest se reforzó con el objetivo de subir a la máxima categoría nacional. Además de lograr el ascenso, ese mismo año dio la sorpresa al proclamarse campeón de la Copa de Lituania tras vencer en la final al FK Šiauliai por 2:1, un logro que le permitirá disputar la Liga Conferencia de la UEFA 2024-25 con tan solo un par de años de historia.

## Palmarés
- Copa de Lituania: 1

2023
- 1 Lyga: 1

2023

## Participación en competiciones de la UEFA
| Temporada | Torneo                 | Ronda             | Club           | Casa | Visita | Agg. |
| --------- | ---------------------- | ----------------- | -------------- | ---- | ------ | ---- |
| 2024–25   | UEFA Conference League | 2° Clasificatoria | Mladá Boleslav | 0–1  | 0–2    | 0–3  |